# Stammliste von Colditz
Stammliste von Colditz mit den in der Wikipedia vertretenen Personen und wichtigen Zwischengliedern.
Die mangelhafte, oft fehlerhafte Quellenlage betrifft den gesamten Zeitraum aller Familienzweige. Gesicherte Daten sind urkundlich genannt, Geburts- und Sterbedaten o. g. Zeiträume jedoch oft ungesichert und nach höchstmöglicher Wahrscheinlichkeit der oft abweichenden Datenquellen unter Vorbehalt zu betrachten. Es bleiben genealogische Details, sogar die Zuordnung von Mitgliedern des Hauses, ungeklärt.

## Die Reichsministerialen und Herren von Colditz
Der erste urkundlich so benannte Vertreter des Hauses Colditz war Thimo I. von Colditz († nach 1192), Reichsministerialer (1158), urkundlich 1157 bis 1192. Er hatte folgende Nachkommen:
A1. Heinrich I. von Colditz, Landrichter des Pleißenlandes (1210), urkundlich 1198 bis 1223, (⚰ im Kloster Buch); ⚭ Adelheid, urkundlich 1215
B1. Dietrich von Colditz († vor 1215; ⚰ im Kloster Buch)
B2. Thimo II. von Colditz, urkundlich 1215 bis 1263, († vor 25. Mai 1265)
C1. Heinrich II. von Colditz, „der Ältere“ (1303), Mönch zu Kloster Altzella (1319), urkundlich 1265 bis 1320; ⚭ (vor 1280) Mabilia von Kamenz, urkundlich 1280 bis 1286, (⚰ in Meißen), Tochter von Witego I. von Kamenz (–1264) und N.N.
D1. Heinrich VII. von Colditz, „der Jüngere“ (1313), urkundlich 1308 bis 1340; ⚭ N.N., urkundlich (1327)
E1. Thimo VI. von Colditz, burggräflich meißnischer Vogt zu Stolpen (1341), markgräflicher Marschall (1348–1352), „der Älteste“ (1356), urkundlich 1308, († zw. 20. August 1362 und 5. Oktober 1363); ⚭ Bertha von Wildenfels, urkundlich 1373 bis 1385, Tochter von Johann von Wildenfels (–) und N.N.
F1. Thimo VIII. von Colditz, urkundlich 1354 bis 1374
F2. Heinrich IX. von Colditz, urkundlich 1356 bis 1367, († vor 1373)
F3. Agnes von Colditz, urkundlich 1374 bis 1385, († vor 1. Juni 1391); ⚭ (zw. 23. März 1374 und 27. Januar 1379) Graf Ernst I. (VII.) von Gleichen, urkundlich 1343, († zw. 11. Juli 1394 und 25. März 1395), (⚭ I: Lutgard N.N. († nach 31. Oktober 1370)), Sohn von Graf Hermann III. (IV.) von Gleichen (1290–1343/1344/1345) und Sophie von Hohnstein (1301–1343)
F4. Margareta von Colditz († nach 27. Dezember 1370); ⚭ (vor 5. Oktober 1363) Burggraf Albert V. (VI.) von Leisnig, Herr zu Mutzschen (1350–1379), urkundlich 1329 bis 1379, Sohn von Albero IV. (Albrecht IV.) von Leisnig (–1349) und Klara (–)
E2. Witego von Colditz, urkundlich 1338 bis 1347
F1. Heinrich X. von Colditz, urkundlich 1357
F2. Anarg von Colditz, urkundlich 1357 bis 1375
F3. Thimo IX. von Colditz, urkundlich 1357 bis 1380
E3. Mabilia von Colditz, Äbtissin vom Kloster St. Marienstern (1370–1383)
D2. Tochter von Colditz; ⚭ Heinrich, Marschall von Frohburg, urkundlich 1290 bis 1317
D3. Thimo V. von Colditz, Herr zu Graupen, Hauptmann zu Pirna (1326), böhmischer Rat (1336), urkundlich 1314 bis 1340; ⚭ I: (vor 21. September 1315) Margareta von Schiltberg († 1340; ⚰ in Schweidnitz), Tochter von Johann Sambor von Schiltberg, Ritter zu Mollwitz; ⚭ II: Agnes, urkundlich 1353, († 1377)
E1. [I] Hans I. von Colditz, urkundlich 1332 bis 1377
F1. Otto von Colditz, Herr zu Königsfeld (–1398), Herr zu Graupen (1425), urkundlich 1394 bis 1425, († vor 24. Juni 1435); ⚭ (vor 24. Mai 1403) Jutta von Freckleben († nach 1436), Tochter von Ritter Rudolf von Freckleben (–)
G1. Margareta von Colditz, urkundlich 1429 bis 1438; ⚭ Gebhard von Werberg, urkundlich 1423 bis 1432, († vor 24. Juni 1435), Sohn von Ludolf von Werberg (1364–1427) und Lukard von Hadmersleben (–)
F2. Nikolaus von Colditz, Deutscher Orden Komtur zu Wildenbruch (1419), Deutschordensritter zu Süpplingenburg (1432)
E2. [I] Thimo VII. von Colditz, Marschall von Thüringen (1349–1352), Herr zu Colditz (1353 oder 1360), Colditz wird böhmisches Lehen (17. März 1368), Herr zu 2/3 von Eilenburg (1376 oder 1378), Pfandherr zu Pirna (1379), Herr zu Püchau (1383), Landvogt der Oberlausitz (um 1353–1366), kaiserlicher Kammermeister (1360), Burggraf von Nürnberg (1360–1365), königlicher Hauptmann von Schlesien (1369–1383), urkundlich 1338, († zw. 23. Oktober 1383 und 3. Februar 1384); ⚭ Anna von Kittlitz, urkundlich 1355 bis 1412, Tochter von Heinrich von Kittlitz, Herr zu Baruth, (–) und N.N.
F1. Sigmund von Colditz, Herr zu Colditz und Graupen, Pfandherr zu Pirna (1384), Mitherr von Eilenburg, († zw. 21. Juli 1390 und 24. April 1393); ⚭ N.N.
G1. Hans (Hanuš) II. von Colditz, Herr zu Bilin und Graupen (1416), Landeshauptmann des Herzogtum Schweidnitz-Jauer (1448–1454), Landvogt der Oberlausitz (1449), urkundlich 1393, († zw. 5. Oktober 1461 und 20. Oktober 1462); ⚭ Agnes von Landstein, urkundlich 1462 bis 1473, († nach 1473), Tochter von Freiherr Georg von Landstein, Herr zu Kurowitz und Bistritz, (–) und Maschna von Waldstein (–)
H1. Thimo X. (XIII.) von Colditz, Herr zu Bilin und Graupen (1416), Hauptmann des Leitmeritzer Kreises (Litoměřice), Landvogt der Oberlausitz, urkundlich 1470 bis 1508, (* um 1458; † um 1508); ⚭ Margareta von Wartenberg, urkundlich 1521, (* um 1462; † um 1521), (⚭ II: Burggraf Hans von Dohna, Hauptmann zu Cottbus und Peitz, († 1522/1523), Sohn von Burggraf Christoph von Dohna (–1503) und N.N.), Tochter von Johann „der Ältere“ von Wartenberg (–1464) und Burggräfin Katharina von Dohna (–1452/1453)
I1. Anna Dorothea von Colditz, urkundlich 14. Februar 1506, (* um 1484); ⚭ (vor 14. Februar 1506) Heinrich XIII. „der Stille“ Reuß von Plauen, Herr zu Greiz, (* um 1464; † 8. Juni 1535 in Greiz), (⚭ II: Gräfin Amalia von Mansfeld-Vorderort, urkundlich 9. Juni 1536 bis 5. Oktober 1554, (* um 1506; † nach 1557), Tochter von Graf Ernst II. von Mansfeld-Vorderort (1479–1531) und Barbara von Querfurt (1485–1511)), Sohn von Heinrich IX. „der Ältere“ Reuß zu Greiz (1410–1476) und Freiin Magdalene zu Schwarzenberg (1426–1485)
I2. Margareta von Colditz, urkundlich 1514; ⚭ Freiherr Georg Berka von Dubá und Lipa, urkundlich 1471 bis 1511, († vor 1514), Sohn von Jindřich Berka von Dubá (–1470) und Elisabeth von Kunstadt-Podiebrad (1422–1501)
I3. Magdalena von Colditz, urkundlich 1498; ⚭ Wilhelm I. von Ileburg, Unterkämmerer des Königreichs Böhmen, erwarb 1434 die Herrschaft Ronov im Leitmeritzer Kreis, ebenfalls die benachbarte Taboritenburg Kelch, später auch noch die Helfenburg sowie Budenice und Mscheno, († 11. September 1489; ⚰ in der Kirche zu Charvatec), Sohn von Botho „der Jüngere“ von Ileburg (1379–1434) und Agnes von Wartenberg (–)
H2. Albrecht von Colditz, urkundlich 1471 bis 1474
H3. Johanna von Colditz († 14. September 1513 als Nonne in Chemnitz; ⚰ in der Stadtkirche St. Jakobi (Chemnitz)); ⚭ (17. Januar 1462) Burggraf Georg (II.) von Leisnig (* 4. Mai 1436 in Freiberg; † zw. 12. September 1474 und 4. Juni 1476), Sohn von Burggraf Otto II. von Leisnig (–1452) und Margarete von Schwarzburg-Wachsenburg (–1485/1490)
H4. Katharina von Colditz; ⚭ Haymann von Lichtenberg zu Milutin
F2. Wenzel von Colditz, Herr zu Eilenburg (–1394), Mitherr zu Graupen (1395), urkundlich 1386 bis 1400, († vor 1402); ⚭ Else von Dubá, urkundlich 12. November 1410 als Witwe
F3. Thimo von Colditz, Herr zu Eilenburg (1386–1394), Mitherr zu Graupen, königlich ungarischer Kanzler, Elekt (1398–1400), 31. Bischof von Meißen (1402–1410), († 26. Dezember 1410 in Meißen; ⚰ im Meißner Dom)
F4. Albrecht von Colditz, Herr zu Graupen und Bilin, Herr zu Colditz (–1404), Herr zu Leisnig (1404), königlicher Rat und Gesandter (1407), königlicher Hofrichter und Kammermeister (1408), Landeshauptmann in Breslau (1419–1424), königlicher Hofmeister (1420), Landvogt der Oberlausitz (1425–1429), Hauptmann zu Schweidnitz (1433–1447), († nach 7. Januar 1448); ⚭ (vor 7. März 1415) Anna von Saida († nach 1454)
G1. Thimo IX. von Colditz, Mitherr zu Graupen, böhmischer Hofrichter (1434), Landvogt der Oberlausitz (1423–1448), († zw. 9. Juni 1448 und 1. Januar 1449)
G2. Anna von Colditz, († 1. Februar 1467; ⚰ in Arnau); ⚭ I: Půta (Botho) von Častolowicz, Pfandherr von Münsterberg und Glatz, (†† 1434 in Pressburg), Sohn von Půta (Botho) I. von Častolowitz (–1397) und Anna von Schlesien-Teschen-Auschwitz (–1440); ⚭ II: (29. September 1440) Hynek Krušina von Lichtenburg und Kumburk, Herr zu Arnau, (* 1392; † 4. März 1454 in Glatz), Sohn von Johann Kruschina von Lichtenburg (1370–1407) und Jitka (–)
F5. Georg von Colditz, Herr zu Leisnig (1404), urkundlich 1393 bis 1405; ⚭ (8. März 1402 Dispens) Anna Schenk von Landsberg, Tochter von Otto Schenk von Landsberg auf Seyda (–) und N.N.
G1. Elska von Colditz; ⚭ (Anfang 1412) Nikolaus Zajíc von Hasenburg, Herr zu Budin, († 1450)
G2. Jeschko von Colditz, Mitherr zu Graupen, urkundlich 1430 bis 1454
G3. Hermann von Colditz, Domherr zu Breslau (1426)
F6. Magdalena von Colditz († nach 13. Juni 1406); ⚭ (vor 23. Oktober 1381) Johann von Michalowicz (Michelsberg) zu Weleschin, († 1442), Sohn von Peter von Michalowicz (–) und Elisabeth (–)
F7. Tochter von Colditz, urkundlich 1407; ⚭ (vor 7. April 1402) Johann von Bieberstein auf Beeskow und Storkow († 1442)
F8. Anna von Colditz, urkundlich 1418; ⚭ Freiherr Boresch IX. von Riesenburg auf Osek, urkundlich 1387 bis 1403, Mitglied des Hofgerichts, († 1403), Sohn von Freiherr Boresch V. von Riesenburg (–1385) und Sophie (–1366)
D4. Witego (II.) von Colditz, Propst zu Wurzen ((1303)–1307), Domherr zu Meißen (nach 1306), Domdekan (1311), 25. Bischof von Meißen (1312–1342), († 26. Juli 1342; ⚰ im Meißner Dom)
D5. Agnes von Colditz, Erbin von Senftenberg, urkundlich 1303 bis 1313; ⚭ (vor 1303) Gotsche Schaff, Erbe von Kemnitz, erwirbt Kynast, Mückenberg und Sallgast, urkundlich 1293 bis 1345, Sohn von Ulrich Schaff, Landvogt der Oberlausitz (1280 und 1284), (1268–1295) und N.N.
D6. Adelheid von Colditz, urkundlich 1318; ⚭ I: Hermann, Burggraf von Golßen, urkundlich 1301 bis 1315, († kurz vor 16. Mai 1318, erschlagen), Sohn von Otto von Golßen (–) und Jutta von Dohna (–); ⚭ II: Beringer, Herr von Schauenforst, urkundlich 1323 bis 1337, († nach 1337), Sohn von Heinrich, Herr von Schauenforst (–) und N.N.
D7. Tochter von Colditz; ⚭ Johann, Burggraf von Senftenberg, urkundlich 1318
C2. Volrad II. von Colditz, urkundlich 1265
C3. Konrad von Colditz, urkundlich 1286 bis 1289
B3. Volrad I. von Colditz, Herr zu Breitenhain, Landrichter des Pleißenlandes (1248), urkundlich 1215 bis 1289
C1. Thimo III. von Colditz, Herr zu Breitenhain (1274), urkundlich 1265 bis 1289, († vor 20. Dezember 1290); ⚭ N.N., Tochter von Boresch von Riesenburg (–) und N.N. (–)
D1. Borso I. von Colditz, Herr zu Breitenhain (1292), urkundlich 1290 bis 1315
D2. Thimo IV. von Colditz, Herr zu Breitenhain (1292), urkundlich 1290 bis 1315
D3. Volrad V. von Colditz, Herr zu Breitenhain (1292), urkundlich 1290 bis 1315
D4. Heinrich V. von Colditz, Herr zu Breitenhain (1292), urkundlich 1292 bis 1315
C2. Volrad III. von Colditz, Herr zu Breitenhain (1290), urkundlich 1283 bis 1298, († vor 17. März 1303)
D1. Heinrich VI. von Colditz, Herr zu Breitenhain, urkundlich 1303 bis 1340
C3. Heinrich von Colditz, Domherr zu Halberstadt (1271–1285)
C4. Dietrich von Colditz, Deutscher Orden zu Christburg (1274–1275), Komtur zu Zschillen (Wechselburg) (1283), Komtur zu Eger (1296–1298), († nach 11. August 1308)
C5. Ulrich I. von Colditz, Domherr zu Naumburg (1276), Domherr zu Meißen (1297), Bischof von Naumburg (um 25. März 1304–1316), († 17. März 1316)
C6. Otto von Colditz, Pfarrer zu Gößnitz (1290), Kanoniker zu Zeitz (1292–1305), Domherr zu Naumburg (1292), Archidiakon des Pleißenlandes (1317–1319), urkundlich 1290 bis 1325, († 13. September (1325))
C7. Jutta von Colditz, urkundlich 1296, († vor 29. Juli 1306); ⚭ Graf Heinrich III. (IV.) zu Stolberg und Vockstedt, urkundlich 1290 bis 1323, († nach 1323), Sohn von Graf Friedrich zu Stolberg-Vockstedt (–1282) und Agnes von Frankenstein (–1268/1272)
C8. Beatrix von Colditz, urkundlich 1290 als Witwe; ⚭ Ritter Heinrich von Bünau, genannt Ryps, urkundlich 1274 bis 1289, († vor 1290)
C9. Heinrich IV. von Colditz, Herr zu Breitenhain, Deutscher Orden zu Marienburg (1276–1284)
B4. Ulrich II. von Colditz, Herr zu Wolkenburg, Ritter (1266), urkundlich 1215 bis 1271, († vor 1274); ⚭ Beatrix (von Wolkenburg), urkundlich 1290 bis 1297
C1. Heinrich III. „der Jüngere“ von Colditz, Herr zu Wolkenburg (1277), Herr zu Rochsburg (1297), urkundlich 1274 bis 1314, († vor 1321); ⚭ (vor 22. August 1291) Sophie von Glinde († vor 1321), Tochter von Otto von Glinde (–) und Berta von Crimmitzschau (–)
D1. Ulrich IV. von Colditz, Herr zu Penig, urkundlich 1321
D2. Otto II. von Colditz, Herr zu Penig, urkundlich 1321
D3. Tochter von Colditz, Nonne im Kloster Nimbschen
D4. Tochter von Colditz, Nonne im Kloster Nimbschen
C2. Otto I. von Colditz, urkundlich 1277 bis 1313
C3. Hugo von Colditz, urkundlich 1287 bis 1298
C4. Volrad IV. von Colditz, Herr zu Wolkenburg, urkundlich 1287 bis 1328; ⚭ Agathe, urkundlich 1321
D1. Heinrich VIII. von Colditz, urkundlich 1338 bis 1340
D2. Nikolaus von Colditz, urkundlich 1338 bis 1340
C5. Ulrich III. von Colditz, urkundlich 1290 bis 1324; ⚭ Agathe
D1. Volrad VI. von Colditz, Herr zu Wolkenburg, urkundlich 1333 bis 1371; ⚭ Bratzke, urkundlich 1362 bis 1368
E1. Tochter von Colditz, urkundlich 1368
D2. Busso (Borso) von Colditz, urkundlich 1340 bis 1371; ⚭ Sophie von Dohna, Tochter von Otto XIV. von Dohna (–1385)
E1. Friedrich von Colditz, Herr zu Königsfeld, urkundlich 1380
E2. Siegfried von Colditz, Herr zu Königsfeld, urkundlich 1380
D3. Sophie von Colditz, urkundlich 1354; ⚭ (Jan von Hersfeld)
D4. Agathe von Colditz, urkundlich 13??; ⚭ Heinrich von Königsfeld, urkundlich 1329, († vor 16. Oktober 1368)
C6. Gumpart (auch Grambert) von Colditz, urkundlich 1287 bis 1298, Komtur in Altenburg (1296–1298)
C7. Katharina von Colditz; ⚭ Heinrich von Schellenberg
B5. Bertha von Colditz, urkundlich 1222 bis 1242, († vor 8. Mai 1253; ⚰ im Kloster Heiningen); ⚭ Ekbert von Wolfenbüttel, Herr von der Asseburg (1232), urkundlich 1218, († zw. 13. März 1270 und 1. Juni 1270)
A2. Thimo von Colditz, Abt vom Kloster St. Jakob in Pegau, urkundlich 1187, († 26. November 1239)
A3. Ulrich I. von Colditz, urkundlich 1188
Nicht einsortierbar:
- eventuell als G. Nickel von Colditz, Johanniterorden Komtur zu Tempelhof (1435), Komtur zu Lagow (1442)
- Kolda von Colditz (* zw. 1265 und 1275; † zw. 1323 und 1327), Dominikaner